# عبد المجيد بك
سياسي عثماني اصبح والياً على بغداد خلفاً للوالى عبد الوهاب باشا، وكان يعرف بمجيد بك، وهو كاتب قدير، ورتبته (بالا). ورد بغداد في 28 شوال سنة 1323 ه‍/24 ديسمبر 1905 م.
بعد أن انفصل الفريق مخلص باشا والي البصرة وقائدها، واحيلت الولاية إلى والي بغداد مجيد بك. وهذا الوالي واقف على دقائق الأمور وغوامضها، وله تجارب عديدة فيما عهد اليه، وقام بالمهمات والمعضلات. وبقي والٍ للبصرة حتى تعيين حسن بك والياً عليها الذي وصل بغداد في يوم الجمعة 14 شوال 1324 ه‍/30 نوفمبر 1906م، وفي 16 منه توجه إلى البصرة.

## اسباب عزل الوالي مجيد بك
وسبب عزله حركة كربلاء، حينما وجه رشيد باشا ابن الأستاذ محمد فيضي الزهاوي وكيل المتصرف فوقع قتال بين العجم وبين الجند بسبب اخذ الرسوم.

## عزل الوالي
سافر مجيد بك إلى إسطنبول يوم السبت 26 ذي الحجة سنة 1324 ه‍/9 فبراير 1907 م، واجريت له المراسم المعتادة. بعد ان صدرت الإرادة بنصب والي مناستر أبي بكر حازم بك واليا على بغداد خلفاً له.